# بنییا د لا سیرا
بنییا د لا سیرا دهستانی در استان آبیلای اسپانیا است.
در این دهستان ۱۸۵ نفر زندگی می‌کنند. مساحت این دهستان ۵۵٫۰۸ کیلومتر مربع است.